# Desa Cicadas (administrativ by i Indonesien, lat -6,48, long 107,41)
Desa Cicadas är en administrativ by i Indonesien.   Den ligger i provinsen Jawa Barat, i den västra delen av landet, 70 km öster om huvudstaden Jakarta.